# NGC 7678
NGC 7678 = Arp 28 ist eine aktive Balken-Spiralgalaxie mit ausgedehnten Sternentstehungsgebieten vom Hubble-Typ SBc im Sternbild Pegasus am Nordsternhimmel. Sie ist schätzungsweise 164 Millionen Lichtjahre von der Milchstraße entfernt und hat einen Durchmesser von etwa 115.000 Lichtjahren.
Halton Arp gliederte seinen Katalog ungewöhnlicher Galaxien nach rein morphologischen Kriterien in Gruppen. Diese Galaxie gehört zu der Klasse Spiralgalaxien mit einem ausgeprägten Arm (Arp-Katalog).
Das Objekt wurde am 15. September 1784 von dem Astronomen Wilhelm Herschel entdeckt und später von Johan Dreyer in seinen New General Catalogue aufgenommen.

## NGC 7678-Gruppe (LGG 474)
| Galaxie  | Alternativname | Entfernung/Mio. Lj |
| -------- | -------------- | ------------------ |
| NGC 7678 | PGC 71534      | 164                |
| NGC 7673 | PGC 71493      | 160                |
| NGC 7677 | PGC 71517      | 167                |
| NGC 7664 | PGC 71450      | 163                |